# Burnham-on-Crouch
Burnham-on-Crouch è un paese di 7 636 abitanti della contea dell'Essex, in Inghilterra.